# Districte de Setúbal
El Districte de Setúbal és un districte portuguès, dividit entre les províncies tradicionals d'Estremadura i Baix Alentejo. Limita al nord amb el Districte de Lisboa i amb el Districte de Santarém, a l'est amb el Districte d'Évora i amb el Districte de Beja, al sud amb el Districte de Beja i a oest amb l'oceà Atlàntic. Àrea: 5064 km² (8è major districte portuguès). Població resident (2001): 788 459. Seu del districte: Setúbal.

## Subdivisions
El districte de Setúbal se subdivideix en els següents 13 municipis:
- Alcácer do Sal
- Alcochete
- Almada
- Barreiro
- Grândola
- Moita
- Montijo
- Palmela
- Santiago do Cacém
- Seixal
- Sesimbra
- Setúbal
- Sines

## poblacios principals
Almada, Setúbal, Barreiro, Montijo, Seixal, Amora (en el municipi de Seixal), Sines